# Strada nazionale 2 Padana Inferiore
La strada nazionale 2 Padana Inferiore era una strada nazionale del Regno d'Italia, che congiungeva Torino a Monselice, percorrendo quindi la pianura Padana da ovest verso est.
Venne istituita nel 1923 con il percorso "Torino - Moncalieri - Poirino - Alessandria - Tortona - Casteggio - Piacenza - Cremona - Mantova - Monselice".
Nel 1928, in seguito all'istituzione dell'Azienda Autonoma Statale della Strada (AASS) e alla contemporanea ridefinizione della rete stradale nazionale, il suo tracciato venne a corrispondere a quello della strada statale 10 Padana Inferiore.